# Риу Бранку
Риу Бранку (на португалски: Rio Branco) е град-община, столица на щата Акри, Бразилия. Общината е част от икономико-статистическия микрорегион Риу Бранку, мезорегион Вали ду Акри. Населението на града, според преброяването от 2010 г., е 335 796 души. Прякорът на града е „столица на природата“. Името на града в буквален превод означава „бялата река“.

## История
Градът е основан на 28 декември 1882 г.

## Икономика
Градът и целия щат Акри се намират в района на тропическата джунгла на Амазонията. Основният продукт, който се добива и изнася тук, е каучукът.
Градът е близо до добивния резерват Чико Мендес, разположен на 951 537 ха от 1990 г.

## Транспорт
Градът от 1999 г. разполага с ново летище, Международно летище Рио Бранко, което го свързва с основните бразилски градове.
Градът се разделя от р. Акре на две части, като над реката има 6 моста.

## Население

### Динамика на населението
| година | население |
| ------ | --------- |
| 1920   | 19 930    |
| 1940   | 16 038    |
| 1950   | 28 246    |
| 1960   | 47 437    |
| 1970   | 83 977    |
| 1980   | 117 101   |
| 1991   | 196 923   |
| 1996   | 228 857   |
| 2000   | 252 885   |
| 2007   | 290 639   |
| 2008   | 301 398   |

## Спорт
Местният футболен отбор се казва ФК „Риу Бранку“ и се състезава в Серия С, третото ниво на бразилския футбол.